# Clastoptera sierra
Clastoptera sierra är en insektsart som beskrevs av Doering 1929. Clastoptera sierra ingår i släktet Clastoptera och familjen Clastopteridae. Inga underarter finns listade i Catalogue of Life.